# Chassalia boryana
Chassalia boryana är en måreväxtart som beskrevs av Dc.. Chassalia boryana ingår i släktet Chassalia och familjen måreväxter.
Artens utbredningsområde är Mauritius. Inga underarter finns listade i Catalogue of Life.